# Ukraine au Concours Eurovision de la chanson 2024
L'Ukraine est l'un des trente-sept pays participants du Concours Eurovision de la chanson 2024, qui se déroule à Malmö en Suède. Le pays est représenté par Alyona Alyona et Jerry Heil avec leur chanson Teresa & Maria. Le pays se classe 3e avec 453 points lors de la finale du concours.

## Sélection
Le 28 juillet 2023, le diffuseur ukrainien Suspilne confirme sa participation à l'Eurovision 2024.

### Format
La sélection se tient en une soirée unique à laquelle onze artistes participent. Les résultats des votes sont composés pour moitié de ceux d'un jury de professionnels et pour moitié du télévote.
Le jury, sélectionné par un vote public, est composé d'Andriy Danylko, Jamala et Serhiy Tanchynets. L'animation de la soirée est assurée par la chanteuse Julia Sanina, présentatrice de l'Eurovision 2023, l'animateur Timur Miroshnychenko, qui a présenté l'Eurovision junior 2013 et l'Eurovision 2017, et le stand-upper Vasyl Baidak.

### Chansons
Sur près de 400 candidatures soumises, 20 d'entre elles ont été présélectionnées. Parmi elles, 10 finalistes sont sélectionnés par Dmytro Shurov, directeur musical de Vidbir 2023 et 2024 et compositeur du thème musical des cartes postales à l'Eurovision 2023. Le onzième et dernier finaliste est choisi lors d'un vote du public en ligne organisé en décembre 2023 et auquel plus de 300 000 Ukrainiens participent. Le résultat de ce vote est rendu public le 21 décembre 2023,.
| Artiste                    | Titre               | Langue             | Paroles & musique                                                            |
| -------------------------- | ------------------- | ------------------ | ---------------------------------------------------------------------------- |
| Alyona Alyona & Jerry Heil | Teresa & Maria      | Ukrainien, anglais | - Aliona Savranenko - Anton Chilibi - Yana Shemaeva - Ivan Klymenko          |
| Anka                       | Palala (Палала)     | Ukrainien          | - Anna Korchenova                                                            |
| Drevo                      | Endless Chain       | Anglais            | - Maksym Derevianchuk                                                        |
| Ingret                     | Keeper              | Anglais, ukrainien | - Dmytro Tsyhanenko - Ingret Kostenko                                        |
| Mélovin                    | Dreamer             | Anglais            | - Kostiantyn Bocharov - Oleksandr Biliak                                     |
| Nahaba                     | Glasss              | Ukrainien          | - Andrii Naumenko - Olha Kakasiian                                           |
| Nazva                      | Slavic English      | Anglais            | - Pavlo Gots                                                                 |
| Skylerr                    | Time Is Running Out | Ukrainien, anglais | - Vladyslav Stupak - Valeriia Kudriavets - Nazarii Savchuk - Nikita Kiseliov |
| Yagody                     | Tsunamia            | Ukrainien, anglais | - Viktoriia Solovyiuk - Serhii Svirskyi - Teymuraz Gogitidze                 |
| Yaktak                     | Lalala              | Ukrainien          | - Yaroslav Karpuk - Vasyl Kozma                                              |
| Ziferblat                  | Place I Call Home   | Anglais            | - Danylo Leshchynskyi - Valentyn Leshchynskyi                                |

### Finale
La finale, retransmise le 3 février 2024, est enregistrée la veille dans un lieu tenu secret pour des raisons de sécurité.
L'entracte est assuré par plusieurs anciens représentants de l'Ukraine à l'Eurovision : Ruslana avec Wild Dances, Tvorchi avec Heart of Steel, Kalush Orchestra avec Stefania, Jamala avec Miy brate, Verka Serduchka avec Swedish Lullaby, Tina Karol avec Troiandy et Anastasiya Dymyd et Svitlana Tarabarova avec Kvitka.
Les résultats n'ont été révélés que le lendemain, à la suite d'un plantage de l'application Diïa, avec laquelle le public devait voter. La période de vote a été prolongée en conséquence.
- Première place
- Deuxième place
- Troisième place
- Dernière place

| Ordre | Artiste                    | Chanson             | Jury | Public  | Public | Total | Place |
| Ordre | Artiste                    | Chanson             | Jury | Voix    | Points | Total | Place |
| ----- | -------------------------- | ------------------- | ---- | ------- | ------ | ----- | ----- |
| 1     | Yaktak                     | Lalala              | 6    | 107 227 | 10     | 16    | 4     |
| 2     | Ingret                     | Keeper              | 8    | 15 238  | 2      | 10    | 6     |
| 3     | Nazva                      | Slavic English      | 2    | 14 852  | 1      | 3     | 11    |
| 4     | Anka                       | Palala              | 5    | 19 183  | 4      | 9     | 8     |
| 5     | Drevo                      | Endless Chain       | 4    | 16 235  | 3      | 7     | 9     |
| 6     | Alyona Alyona & Jerry Heil | Teresa & Maria      | 10   | 725 297 | 11     | 21    | 1     |
| 7     | Mélovin                    | Dreamer             | 9    | 82 838  | 9      | 18    | 3     |
| 8     | Skylerr                    | Time Is Running Out | 3    | 38 177  | 6      | 9     | 7     |
| 9     | Ziferblat                  | Place I Call Home   | 11   | 64 276  | 8      | 19    | 2     |
| 10    | Yagody                     | Tsunamia            | 7    | 62 269  | 7      | 14    | 5     |
| 11    | Nahaba                     | Glasss              | 1    | 23 593  | 5      | 6     | 10    |

C'est le duo Alyona Alyona et Jerry Heil qui remporte la compétition, et qui défendra la chanson Teresa & Maria à Malmö en Suède lors de l'Eurovision.

## À l'Eurovision
À l'Eurovision, l'Ukraine se produit lors de la première demi-finale le 7 mai 2024 où elle termine seconde avec 177 points, se qualifiant pour la finale du 11 mai 2024. Lors de la finale, le pays se produit en 2e position dans l'ordre de passage, où elle termine 3e avec 453 points, derrière la Suisse et la Croatie .

### Votes
Les cinq membres du jury sont sélectionnés par le public, au moyen d'un sondage sur l'application Diïa. Ainsi, le jury ukrainien se compose de:
- Olena Topolya, dite Alyosha, chanteuse et représentante du pays lors de l'Eurovision 2010, présidente du jury;
- Iryna Horova, productrice;
- Olena Kolyadenko, chorégraphe, productrice et metteuse en scène;
- Maks Nahornyak, chroniqueur musical;
- Konstantin Tomilchenko, producteur d'émissions de télévision, chorégraphe et metteur en scène.

Leur porte-parole lors de la finale est la chanteuse Jamala, gagnante du Concours Eurovision de la chanson 2016 pour le pays.

#### Points attribués par l'Ukraine
Finale,
| 12 points | Suisse     |
| 10 points | Irlande    |
| 8 points  | Suède      |
| 7 points  | Allemagne  |
| 6 points  | France     |
| 5 points  | Lituanie   |
| 4 points  | Croatie    |
| 3 points  | Portugal   |
| 2 points  | Italie     |
| 1 point   | Luxembourg |

| 12 points | Suisse   |
| 10 points | Croatie  |
| 8 points  | Irlande  |
| 7 points  | Lituanie |
| 6 points  | France   |
| 5 points  | Lettonie |
| 4 points  | Estonie  |
| 3 points  | Norvège  |
| 2 points  | Finlande |
| 1 point   | Arménie  |

#### Points attribués à l'Ukraine
Finale
| 12 points                                        | 10 points                                                                   | 8 points                                                                            | 7 points                             | 6 points                              | 5 points           | 4 points          | 3 points      | 2 points                      | 1 point                            |
| ------------------------------------------------ | --------------------------------------------------------------------------- | ----------------------------------------------------------------------------------- | ------------------------------------ | ------------------------------------- | ------------------ | ----------------- | ------------- | ----------------------------- | ---------------------------------- |
| Vote du jury                                     |                                                                             |                                                                                     |                                      |                                       |                    |                   |               |                               |                                    |
| Moldavie Tchéquie                                | Estonie France Pologne                                                      | Finlande Israël Lettonie                                                            | Croatie                              | Autriche Danemark Lituanie Portugal   | Géorgie Luxembourg | Allemagne Norvège | Islande Suède | Grèce Irlande Pays-Bas Suisse | Azerbaïdjan Belgique Chypre Serbie |
| Télévote                                         |                                                                             |                                                                                     |                                      |                                       |                    |                   |               |                               |                                    |
| Estonie Géorgie Lituanie Malte Moldavie Tchéquie | Danemark Espagne Israël Italie Lettonie Portugal Reste du monde Saint-Marin | Allemagne Azerbaïdjan Chypre Croatie France Irlande Norvège Pays-Bas Slovénie Suède | Albanie Autriche Belgique Luxembourg | Australie Finlande Royaume-Uni Suisse | Islande            |                   | Arménie Grèce |                               |                                    |

Le jury classe ainsi l'Ukraine 5e parmi les 25 finalistes avec 146 points; le public quant à lui la classe 3e avec 307 points.

Au total, les 453 points obtenus par le pays lui permettent d'atteindre la 3e place.